# Катадиоптрички системи
Катадиоптрични системи су оптички системи у којима су комбиновани рефлектори и рефрактори.

## Настанак
Комбинације огледала и сочива за изградњу катадиоптричних система су се користиле већ двадесетих година деветнаестог века. Француски физичар Огистен жан Френел је конструисао врсту сабирних сочива која се по њему назива - Френелова сочива. Френелова сочива могу бити много тања него уобичајена сабирна сочива. Прва примена ових сочива је била на светионицима. Ова сочива могу да захвате много већу количину светлости која стиже са стране, што омогућава светионицима да буду видљиви са много већих растојања. 
Френелова сочива и данас имају широку примену.
Шосле Френелових сочива, конструисан је катадиоптрички микроскоп 1859, а 1876. године је пронађена и комбинација сферног и конкавног огледала, названа по проналазалу, Мангино огледало.
Први катадиоптрик је у Ници 1917. године изумео Хенри Шретјан. Патентирао га је у 1923. години као уређај је направљен за комуникацију у којој непријатељ не би могао да пресретне поруке.
Схема уређаја представља побољшану верзију Касегреновог телескопа. Објектив чини двоогледални систем. Примарно огледало рефлектује светлост на секундарно, која се одавде поново рефлектује на примарно, али тачно у његов центар у којем је рупа и где је постављен окулар. Примарно огледало је систем од два хиперболична огледала. Оно одбија зраке ка секундарном огледалу, које је обично хиперболично.
Телескоп који ради са катадиоптричним системом су креирали Хенри Шретјан и Џорџ Вилијамс Ричи почетком двадесетих година прошлог века. Данас скоро сви професионални телескопи имају овакву конструкцију, док се катадиоптер донекле разликује.

## Аберације оптичких система
Оптички систем прве класе је систем чије су аберације (грешке) мање од дифракције која је неизбежна. У циљу смањења и отклањања недостатака оптичких система, често се не користе само сочива или само огледала, већ њихова таква комбинација да се што боље искористе предности, а што више смање мане оба ова оптичка елемента.
Аберације могу бити геометријске (сферна аберација, кома и астигматизам) и физичке (хроматска аберација).
- Сферна аберација се манифестује тиме да жиже ивичних и централних зрака не леже у истој равни. Карактеристична је за сочива која нису идеални параболоиди.
- Кома[9] је аберација када се ликови формирани ван оптичке осе телескопа искривљују. Ова аберација расте са удаљавањем од осе и одређује горњу границу области у којој су ликови одговарајућег квалитета.
- Хроматска аберација се састоји у томе да се зраци различитих боја фокусирају у различитим тачкама осе сочива. Настаје због зависности индекса преламања сочива од таласне дужине упадног зрачења. Да би се ова аберације елиминисала или бар редуковала, рефрактори имају објективе који се састоје од система сочива (ахромата) сачињених од различитих врста стакала са пажљиво изабраним индексом рефракције (крон и флинт стакла). У пракси се хроматска аберација никада потпуно не елиминише за све таласне дужине, већ се бира погодан систем сочива који редукује аберацију на минимум у спектралном интервалу у ком жели да се посматра.[10]

## Катадиоптрични телескопи
У класичне катадиоптрике спадају:
- Максутовљев телескоп који својим мениском (издубљеним сочивом) сферном аберацијом компензује сферну аберацију огледала.
- Телескоп Шмитова камера који корективом плочом од танког стакла специјалног профила постављеном у центар кривине огледала компензује сферну аберацију огледала.

Катадиоптрични системи се на основу начина функционисања деле у три класе:
- Максутовљеве (МАК) телескопе

Принцип који користи овај телескоп је и најчешћи начин функционисања катадиоптричних телескопа. Светлост пролази кроз сочиво, пада на примарно огледало од кога се рефлектује до секундарног огледала које је рефлектује до окулара иза рупе у примарном огледалу.
- Смит-Касегрејн телескопе

Он функционише на исти начин као и Максутовљев телескоп, само на месту сочива има корективну плочу.
- Њутн-Касегрејн телескопе

Њутн-Касегрејн телескоп функционише по другом принципу. Светлост од секундарног огледала се одбија тако да долази до окулара који се налази на бочној страни оптичке цеви. Окулар се јавља или као класично сочиво, или као корективна плоча.

## Примена
Катадиоптрички оптички системи имају велику примену, већу од самих рефлектора или рефрактора, зато што су конструисани тако да што боље искористе предности сваког од њих, а умање њихове аберације. Користе у уређајима са фокусом, као што су батеријске лампе, катадиоптери (мачја светла), прве врсте светионика, оптички телескопи, микроскопи, сочива за фото-апарате.

### Ретрорефлектори
Ретрорефлектор је оптички систем који одбија зраке видљиве или инфрацрвене светлости у истом правцу из кога долазе. Ретрорефлектори имају велику примену у свакодневном животу (првенствено у аутомобилском саобраћају). Примена им је у техничким уређајима свакодневних предмета (катадиоптер мачје око на двоточкашима, троточкашима и четвороточкашима, у фотографији, у производњи одеће одећа - прслуци за возаче и новији материјали са флуоресцентним ефектима, за ноћну сигнализацију и телескопе за атмосферска посматрања)

### Мачје око (катадиоптер)
Мачје око (катадиоптер) је врста ретрорефлектора која се користи у саобраћају за ознаку возила. Користе се у различитим облицима (малог кружног или елиптичног облика, троугласти, у облику правоугаоника итд.)
Основни део ретрарефлектора је систем тријада, тј. систем од три огледала која се налазе у међусобно нормалним равнима. Када зрак светлости падне на једно од огледала, он се одбија до другог, па трећег огледала и враћа се до предајника. Вертикално посматрајући и примењујући Закон одбијања коме се светлост покорава, видимо да је збир углова које светлост направи у ова три одбијања 360°, што објашњава зашто се светлост одбија управо у правцу паралелном оном из ког је дошла. Растојање између долазног и одбијеног зрака зависи од растојања између тачке уласка зрака у прво огледало и његове жиже. Пошто је ово растојање обично занемарљиво, и растојање између долазног и одбијеног зрака је занемарљиво, па се може сматрати да се зрак одбија у правцу из ког је дошао. Још боље резултате се добија када се испред упада зрака у овај систем огледала постави сочиво које ће фокусирати зрак на улазу. Катадиоптер (мачје око) се састоји од сферних огледала, а систем одбијања је сличан.

### Катадиоптрични телескопи
Катадиоптрични телескопи се често називају хибридни телескопи зато што су конструисани тако да садрже најбоље особине обе основне врсте телескопа (рефрактора и рефлектора), па део њиховог оптичког система покривају сочива, а део огледала. 
- Предности: компактни су, лако се транспортују, а због затворене оптичке цеви, смањује се струјање ваздуха и самим тим смањује се деградација слике коју узрокује струјање ваздуха
- Мане: скупи су, споро се аклиматизују (јер је цев затворена са свих страна) и имају централну опструкцију (појава да је слика у средини тамнија него на ивицама видног поља)

### Фотографска катадиоптрична сочива
У фотографији, различите марке фото-апарата користе различите телеобјективе и комбинације оптичких елемената за различите ефекте.
- Бокех означава дубинску неизоштреност позадине. Често користи за фотографисање портрета. За фотографисање са бокех ефектом је потребан објектив са кратком блендом и најчешће се за то користе или примарни објективи (за портрете) или макро објективи (код макро фотографије). Већи отвор бленде даје мању дубинску оштрину.[14]
- Две основне врсте бокех ефекта су[15]: синтетички бокех и Гаусијаново замућење.

### Светионици
Светионик се подиже на обалама, острвима, стенама да буде оријентир морским пловилима. Прве светионике су градили Египћани. Међу њима је и чувени светионик на ушћу реке Нил, Фарос у Александрији који спада међу Седам светских чуда старог света. У списима савременика, Страбоа и Плинија старијег, могу се наћи детаљни описи светионика и начина његовог функционисања. Они су описали начин на који је огледало рефлектовало светлост десетинама километара.
Функција светионика је почела да се реализује с другачијим идејама. Први светионик у Америци је подигнут 1716. Светионик је емитовао светло које се добијало сагоревањем дрвета. Касније су светионици користили гас и ацетилен. Светионик на електричну енергију је реализован 1858. Тада су се већ користила и огледала и сочива ради бољег уснопљавања светлости, али катадиоптрични светионик још није постојао.
Први катадиоптрични систем је изумео Хенри Шретјан у Ници 1917. године. Уређај је направљен за комуникацију у којој непријатељ не би могао да пресретне поруке, али је конструкција искоришћена и за изградњу катадиоптричних светионика.
Данас светионици обично раде по другачијим принципима. Први светионици који су користили радио сигнал се користе од 1921. Радио сигнал се данас користи и за оријентацију авиона.